# ヒュセイン・クヴルクオール
ヒュセイン・クヴルクオール（Hüseyin Kıvrıkoğlu、1934年12月–）は、トルコの軍人。1998年から2002年まで第23代トルコ共和国参謀総長を務めた。

## 来歴
ビレジク県ボズユックに生まれる。ブルサ少年兵学校 (高等学校)を卒業後、1955年まで陸軍士官学校に学び、砲兵士官としての教育を受ける。任官後1957年まで砲兵学校で学び、その後8年間を砲兵部隊で小隊長、中隊長として過ごした。1965年から2年間陸軍大学で学んで参謀教育を受け、卒業後、第9歩兵師団砲兵連隊砲兵中隊長、第9歩兵師団兵站課長、ナポリ統連合軍司令部作戦課で作戦計画将校を歴任した。1972年から翌年まで軍事アカデミー司令部で教員を務め、ついでトルコ共和国参謀本部人事部将軍提督担当課将軍提督担当係長、陸軍配置任命部参謀担当課長、陸軍計画教義部防衛研究課長を務めた。1978年から1980年まで陸軍士官学校学生連隊長を務めた。
ローマのNATO防衛大学を卒業後、1980年に准将に昇進し、同年から1983年まで、モンスにある欧州連合軍最高司令部に作戦センター長として赴任した。帰国後第3および第11旅団長を務める。1984年に少将に昇進し、イズミルにある南東ヨーロッパ連合陸軍司令部で参謀長を務める。その後1986年から1988年まで第9歩兵師団長を務めた。1988年に中将に昇進し、参謀総長代行及び人事部長に任命された。1990年から1993年まで第5軍団長、ついで国防省次官を歴任した。
1993年に大将に昇進し、1996年まで南東ヨーロッパ陸軍司令官を務める。ついで1997年まで第1軍司令官、ついで1998年まで陸軍総司令官を務めた。この間1997年に北キプロスでの演習中に暗殺未遂事件に遭遇、横にいたヴラル・ベルカイ大佐に弾丸が命中し、大佐は死亡した。1998年に第23代参謀総長に就任。2002年8月まで務め、同月を以て退役した。